# Crying for No Reason
Crying for No Reason – singel brytyjskiej piosenkarki Katy B, promujący jej drugi album, zatytułowany Little Red. Singel swoją premierę miał 26 stycznia 2014 roku nakładem wytwórni fonograficznej Columbia. Utwór został napisany przez Katy B, Gordona Warrena oraz Guya Chambersa, a produkcją utworu zajął się Geeneus. 27 grudnia 2013 roku ukazał się oficjalny teledysk, wyreżyserowany przez Sophie Muller. „Crying for No Reason” dotarło do 5. miejsca UK Singles Chart oraz 21. miejsca Irish Singles Chart stając się tym samym pierwszym singlem Katy notowanym w Irlandii. Piosenka otrzymała srebrną certyfikację w Wielkiej Brytanii i pozostaje jednym z największych przebojów Katy B.

## Lista utworów i formaty singla
- Digital download[5]

1. „Crying for No Reason” – 4:03

- Digital download – Remixes[6]

1. „Crying for No Reason” (Infinity Ink Remix) – 6:51
2. „Crying for No Reason” (Morri$ Remix) – 3:25
3. „Crying for No Reason” (Tom Shorterz Remix) – 6:06
4. „Crying for No Reason” (KDA Remix) – 5:19

## Notowania
| Kraj (2014)                        | Najwyższa pozycja |
| ---------------------------------- | ----------------- |
| Bułgaria (IFPI)                    | 4                 |
| Czechy (ČNS IFPI)                  | 84                |
| Irlandia (IRMA)                    | 21                |
| Szkocja (OCC)                      | 5                 |
| Wielka Brytania (UK Singles Chart) | 5                 |

| Lista (2014)                         | Pozycja |
| ------------------------------------ | ------- |
| UK Singles (Official Charts Company) | 63      |